# Estômago
Estômago (Portugees voor maag) is een Braziliaanse film uit 2007.
De film won vier prijzen op het Filmfestival van Rio de Janeiro.

## Verhaal
Raimundo Nonato is nergens goed in, behalve in koken. Met zijn kookkunsten weet hij op te klimmen op de maatschappelijke ladder.

## Rolverdeling
- João Miguel: Raimundo Nonato
- Fabíula Nascimento: Íria
- Babu Santana: Bujiú
- Carlo Briani: Giovanni
- Zeca Cenovicz: Zulmiro
- Paulo Miklos: Etectera
- Jean Pierre Noher: Duque
- Andrea Fumagalli: Francesco